# Peter Preston (Journalist)
Peter Preston (* 23. Mai 1938 in Barrow upon Soar; † 6. Januar 2018) war ein britischer Journalist. Er war Chefredakteur und Herausgeber der Tageszeitung The Guardian und Chefredakteur der Wochenzeitung The Observer.

## Leben
Preston wurde 1938 in der Grafschaft Leicestershire als Sohn des Gemüsehändlers John Preston und dessen Ehefrau Kathlyn geboren. Als Preston zehn Jahre alt war, erkrankte der Vater an Polio und verstarb. Auch Preston erkrankte und musste mehrere Monate in einer Eisernen Lunge verbringen. Fast zwei Jahre dauerte der Genesungsprozess. Preston wuchs in Quorn bei Loughborough auf und besuchte dort die Grammar School. Anschließend begann er am St John’s College in Oxford ein Englischstudium. Gleichzeitig begann er für die Universitätszeitung Cherwell zu schreiben und wurde später deren Herausgeber.
1960 ging er zur Liverpool Daily Post. 1963 wechselte er zur Tageszeitung The Guardian und schrieb im Politik-Ressort. Er berichtete auch aus dem Ausland, darunter über den Krieg zwischen Indien und Pakistan. 1966 begann er die Kolumne The London Letter, für die er landesweit bekannt wurde. 1968 übertrug man ihm die Leitung des Feature-Ressorts, das Preston erneuern sollte.
Im Juni 1975 wurde Preston zum Herausgeber der Zeitung bestimmt, in einer Zeit, in der The Guardian Problem hatte. Die Auflage war stark gesunken, es gab immer wieder Produktionsprobleme und Arbeitskämpfe. Preston musste die Zeitung verteuern und überarbeitete 1988 das Design grundlegend. Auch den Mantel organisierte er neu. Mit G2 schuf er eine Beilage mit Features zu aktuellen Themen. In den 1990er-Jahren war Preston auch Chefredakteur des Guardian und wurde nach dem Erwerb des Observers auch dort Chefredakteur.
Im Februar 1995 trat Preston als Herausgeber, Chefredakteur und Vorsitzender des Verwaltungsrates zurück. In der Folgezeit schrieb er vor allem für The Guardian und The Observer über Medien und Medienpolitik. Zeitweise lebte er in Katalonien, wo er auch die zwei Romane 51st State (1998) und Bess (1999) schrieb. 2012 war er einer der Mitbegründer des European Press Prize.
Preston war verheiratet und hat vier Kinder.

## Auszeichnungen
Preston erhielt die Ehrendoktorwürden der City, University of London, der University of Leicester, der Loughborough University, der University of Essex und der University of Roehampton.

## Werke
- 51st State. Viking, London/New York 1998
- Bess. Penguin, London 1999